# Tigers Blood
Tigers Blood — шестой студийный альбом американской певицы и автора-исполнителя инди-рока Кэти Кратчфилд (Waxahatchee), изданный 22 марта 2024 года на лейбле ANTI- Records. Ему предшествовал выпуск трёх синглов, «Right Back to It», «Bored» и «365». Альбом получил высокую оценку критиков и принёс Waxahatchee номинацию на премию «Грэмми» в категории «Лучший альбом в стиле американа», что стало её первой номинацией на эту премию.

## Предыстория
После выхода альбома Saint Cloud (2020), который стал для певицы «очевидным поворотом» в звучании, Кратчфилд и её продюсер Брэд Кук не знали, как продолжить работу над пластинкой, так как она была принята крайне положительно. Певица начала писать материал для альбома во время «горячих рук» во время гастролей в конце 2022 года. Трек «365» с ярко выраженным «поп-звуком, поп-продакшеном» был создан во время ранних сессий записи на ранчо Соник, штат Техас. Позднее дуэт пригласил гитариста Эм-Джей Лендермана, который в итоге сыграл на электрогитаре во всех песнях. Гармонизация с ним в песне «Right Back to It» «стала для неё и Кука поворотным моментом», который они хотели запечатлеть на всем альбоме. Среди других соавторов — Спенсер Твиди и Фил Кук.
Кратчфилд рассказала, что Tigers Blood получился «гораздо легче» по сравнению с Saint Cloud, так как она чувствовала себя в мире с собой. После интервью с певицей Энди Куш из Pitchfork высказал мнение, что Кратчфилд «стала лучше» писать песни, хотя альбом имеет больше общего с её ранними работами. Tigers Blood содержит рассказы о «ночных ссорах с любимыми, дружбе, которую невозможно восстановить, и элегии по идиллическому прошлому», которого, возможно, никогда не существовало. Waxahatchee отправились в тур по Северной Америке для продвижения альбома с апреля по август 2024 года.

## Отзывы
| Совокупная оценка    | Совокупная оценка |
| Источник             | Оценка            |
| -------------------- | ----------------- |
| AnyDecentMusic?      | 8.5/10            |
| Metacritic           | 89/100            |
| Оценки критиков      |                   |
| Источник             | Оценка            |
| AllMusic             | [ 8 ]             |
| DIY                  | [ 9 ]             |
| NME                  | [ 10 ]            |
| The Observer         | [ 11 ]            |
| Paste                | 9.3/10            |
| Pitchfork            | 8.8/10            |
| The Line of Best Fit | 9/10              |
| The Skinny           | [ 15 ]            |

Альбом получил положительные отзывы музыкальной критики и интернет-изданий. На сайте Metacritic, который присваивает нормализованный рейтинг из 100 баллов рецензиям основных критиков, альбом получил средний балл 89 на основе 26 профессиональных рецензий, что означает «общее одобрение и благоприятные отзывы».
Редакторы AnyDecentMusic? оценили этот релиз в 8,5 балла из 10, основываясь на 21 рецензиях.
Рецензируя альбом для AllMusic, старший редактор Стивен Томас Эрлевайн написал: «Есть что-то бодрящее в теплоте, которую Кратчфилд создаёт на Tigers Blood, особенно в том, что она исходит как от выступлений, так и от песен», и назвал его «редчайшей вещью: альбом, который кажется знакомым на поверхности и идиосинкразическим в своих деталях».
Pitchfork присвоил Tigers Blood звание «Лучший новый альбом», написав, что «ослепительное, пронзительное авторское исполнение песен Кратчфилд идеально соответствует группе, которая стоит за ней».
Писатель и редактор The Observer Дэмиен Моррис отметил «точность и широкую доступность», а её вокал — «точный и чёткий — её лучший на данный момент, ласкающий пламенно-поэтическую лирику».
Джон Амен, написавший для журнала The Line of Best Fit, заключил: «В то время как Saint Cloud, вероятно, представляет собой вершину мастерства Кратчфилд, Tigers Blood отличается безупречно вылепленными мелодиями, а также вокалом, который более сложен, и текстами, которые более глубоко проникают в человеческое состояние. С Tigers Blood Крэчфилд продолжает совершенствовать своё песенное мастерство и возвышать жанр американы — утверждая панорамное видение, излучающее мудрость».

### Итоговые годовые списки
| Публикация/критик | Список                  | Ранг | Ссылка |
| ----------------- | ----------------------- | ---- | ------ |
| Consequence       | 50 Best Albums of 2024  | 3    | [ 17 ] |
| Exclaim!          | 50 Best Albums of 2024  | 3    | [ 18 ] |
| Mojo              | 75 Best Albums of 2024  | 30   | [ 19 ] |
| Pitchfork         | 50 Best Albums of 2024  | 6    | [ 20 ] |
| Rough Trade UK    | Albums of the Year 2024 | 25   | [ 21 ] |
| Uncut             | 80 Best Albums of 2024  | 10   | [ 22 ] |

## Награды и номинации
Альбом получил номинацию на Грэмми-2025 в категории Лучший американа-альбом.

### Grammy Awards
| Организация   | Год  | Категория               | Результат | Ссылка |
| ------------- | ---- | ----------------------- | --------- | ------ |
| Grammy Awards | 2025 | Лучший американа-альбом | Ожидается | [ 23 ] |

## Список композиций
Слова и музыка всех песен — Katie Crutchfield.
| №                   | Название                                    | Длительность |
| ------------------- | ------------------------------------------- | ------------ |
| 1.                  | «3 Sisters»                                 | 4:10         |
| 2.                  | «Evil Spawn»                                | 3:12         |
| 3.                  | «Ice Cold»                                  | 3:30         |
| 4.                  | «Right Back to It» (featuring MJ Lenderman) | 4:33         |
| 5.                  | «Burns Out at Midnight»                     | 3:04         |
| 6.                  | «Bored»                                     | 2:55         |
| 7.                  | «Lone Star Lake»                            | 3:16         |
| 8.                  | «Crimes of the Heart»                       | 3:04         |
| 9.                  | «Crowbar»                                   | 4:01         |
| 10.                 | «365»                                       | 3:07         |
| 11.                 | «The Wolves»                                | 3:58         |
| 12.                 | «Tigers Blood»                              | 3:56         |
| Общая длительность: | Общая длительность:                         | 42:46        |

## Чарты
| Chart (2024)                                 | Высшая позиция |
| -------------------------------------------- | -------------- |
| Австралия (Country Albums, ARIA)             | 14             |
| Бельгия/Фландрия (Ultratop)                  | 101            |
| Франция (Physical Albums, SNEP)              | 172            |
| Новая Зеландия (RMNZ)                        | 35             |
| Шотландия (Scottish Albums Chart)            | 7              |
| Швеция (Physical Albums, Sverigetopplistan)  | 7              |
| Великобритания (UK Albums Chart)             | 38             |
| Великобритания (UK Independent Albums Chart) | 4              |
| США (Billboard 200)                          | 146            |
| США (Billboard Independent Albums)           | 27             |